# Raphaël Varane
Raphaël Varane (n. 25 aprilie 1993, Lille, Franța) este un fotbalist francez retras din activitate, care a jucat pe post de fundaș central la echipe ca Real Madrid, Manchester United și Lens. Pe plan internațional, are prezențe la națională pentru Franța U18⁠(d), Franța U20⁠(d), Franța U21⁠(d) și Franța.

## Palmares

### Club
Real Madrid
- La Liga (3): 2011–12,  2016–17, 2019-20
- Supercopa de España (3): 2012, 2017, 2020
- Copa del Rey (1): 2013–14
- Liga Campionilor UEFA (4): 2013–14, 2015-2016, 2016-2017, 2017–18
- Supercupa Europei (3): 2014, 2016, 2017
- Campionatul Mondial al Cluburilor (4): 2014, 2016, 2017, 2018

Franța
- World Cup: 2018

## Statistici carieră

### Club
(La 10 martie 2019)
| Club          | Sezon         | Ligă    | Ligă   | Cupă    | Cupă   | Europa  | Europa | Altele  | Altele | Total   | Total  |
| Club          | Sezon         | Meciuri | Goluri | Meciuri | Goluri | Meciuri | Goluri | Meciuri | Goluri | Meciuri | Goluri |
| ------------- | ------------- | ------- | ------ | ------- | ------ | ------- | ------ | ------- | ------ | ------- | ------ |
| Lens          | 2010–11       | 23      | 2      | 1       | 0      | —       | —      | —       | —      | 24      | 2      |
| Total         | Total         | 23      | 2      | 1       | 0      | —       | —      | —       | —      | 24      | 2      |
| Real Madrid   | 2011–12       | 9       | 1      | 2       | 1      | 4       | 0      | 0       | 0      | 15      | 2      |
| Real Madrid   | 2012–13       | 15      | 0      | 7       | 2      | 11      | 0      | 0       | 0      | 33      | 2      |
| Real Madrid   | 2013–14       | 14      | 0      | 2       | 0      | 7       | 0      | 0       | 0      | 23      | 0      |
| Real Madrid   | 2014–15       | 27      | 0      | 4       | 2      | 12      | 0      | 3       | 0      | 46      | 2      |
| Real Madrid   | 2015–16       | 26      | 0      | 0       | 0      | 7       | 0      | —       | —      | 33      | 0      |
| Real Madrid   | 2016–17       | 23      | 1      | 3       | 1      | 10      | 2      | 3       | 0      | 39      | 4      |
| Real Madrid   | 2017–18       | 27      | 0      | 1       | 0      | 11      | 0      | 5       | 0      | 44      | 0      |
| Real Madrid   | 2018–19       | 23      | 2      | 4       | 0      | 4       | 0      | 3       | 0      | 34      | 2      |
| Real Madrid   | Total         | 164     | 4      | 23      | 6      | 66      | 2      | 14      | 0      | 267     | 12     |
| Total carieră | Total carieră | 187     | 7      | 24      | 6      | 66      | 2      | 14      | 0      | 291     | 14     |